# اچ‌ام‌سی‌اس اوشاوا (جی۳۳۰)
اچ‌ام‌سی‌اس اوشاوا (جی۳۳۰) (به انگلیسی: HMCS Oshawa (J330)) یک کشتی است که طول آن ۶۸٫۶ متر (۲۲۵ فوت) می‌باشد. این کشتی در سال ۱۹۴۳ ساخته شد.